# Kamo Shogo
{{nihongo|
Kamo Shogo (12 tháng 12 năm 1915 - 14 tháng 9 năm 1977) là một cầu thủ bóng đá người Nhật Bản.

## Đội tuyển bóng đá quốc gia Nhật Bản
Kamo Shogo thi đấu cho Nhật Bản từ năm 1936.

## Thống kê sự nghiệp
| Đội tuyển bóng đá Nhật Bản | Đội tuyển bóng đá Nhật Bản | Đội tuyển bóng đá Nhật Bản |
| Năm                        | Trận                       | Bàn                        |
| -------------------------- | -------------------------- | -------------------------- |
| 1936                       | 2                          | 0                          |
| Tổng cộng                  | 2                          | 0                          |